# ایرنورث
ایرنورث (به انگلیسی: Airnorth) یک شرکت هواپیمایی با کد یاتا TL است که در تاریخ ۱۹۷۸ میلادی تأسیس شده است. دفتر مرکزی ایرنورث در فرودگاه بین‌المللی داروین واقع شده‌است و قطب این شرکت هواپیمایی در فرودگاه بین‌المللی داروین قرار دارد و به ۲۳ مقصد، پرواز انجام می‌دهد.